# Maria-de-barriga-branca
Falso-tódi-de-barriga-branca ou maria-de-barriga-branca (Hemitriccus griseipectus) é uma espécie de ave da família Tyrannidae.
Pode ser encontrada nos seguintes países: Bolívia, Brasil e Peru.
Os seus habitats naturais são: florestas subtropicais ou tropicais húmidas de baixa altitude.